# Бракна
Бракна (на арабски: ولاية البراكنة; правопис по американската система BGN: Brakna) е една от областите на Мавритания. Разположена е в южната част на страната и граничи със Сенегал. Покрай границата със Сенегал тече река Сенегал. Площта на Бракна е 33 800 км², а населението, според изчисления от юли 2019 г., 326 100 души. Главен град на областта е Алег. Друг голям град е Боге. Бракна е разделена на 5 департамента.